# ثانیه‌های جدا
ثانیه‌های جدا (به انگلیسی: Seconds Apart) یک فیلم ترسناک آمریکایی محصول سال ۲۰۱۱ به کارگردانی آنتونیو نگرت با بازی اورلاندو جونز، ادموند انتین و گری انتین است.

## داستان
«ست» و «جونا» دوقولوهایی با قدرت خطرناک تلپاتی هستند. اما وقتی همکلاسیهای آنها به صورتهای عجیب کشته می‌شوند، اوضاع از کنترل آنها خارج می‌شود. پلیس به آنها مشکوک می‌شود. اما حسادت آنها را از یکدیگر جدا کرده و اعتمادشان را به یک دیگر از بین می‌برد…